# تمام زمان کافی
"تمام زمان کافی" (به انگلیسی: Time Enough at Last) قسمت هشتم مجموعه آنتولوژی آمریکایی، منطقه نیمه‌روشن است. داستان اپیزود اقتباس از داستانی کوتاه نوشتهٔ لین ونبل (نام مستعار مریلین ونبل) است. این داستان کوتاه در شمارهٔ زوئن ۱۹۵۳ مجله علمی-تخیلی "امکان" چاپ شده بود؛ یعنی حدود هفت سال قبل از این اقتباس تلویزیونی. تمام زمان کافی بدل به یکی از بهترین قسمت‌های منطقه نیمه‌روشن و یکی از معروف‌ترین داستان‌های تاریخ تلویزیون شد. داستان مردی عاشق کتابخوانی است که شغل و همسرش و بقیه آدم‌ها باعث شده‌اند هیچ‌گاه زمان کافی برای مطالعه نداشته باشد و تنها آرزویش برای زمان بیشتر است. اپیزود به بررسی مضرات سنت‌گرایی و تفاوت تنهایی فیزیکی و تنهایی ذهنی می‌پردازد. علت شهرت آن پیچش داستانی و پایان غافل‌گیرکننده‌اش است.

## روایت ابتدایی
| « | نظاره کنید آقای هنری بمیس را. کارمندی معمولی و غیرمهم که تنها علاقه‌اش کتاب خواندن است. علاقه‌ای که توسط یک همسر، یک رئیس بداخلاق و دنیایی پر از آدم‌های بی‌توجه سرکوب شده است؛ ولی طولی نخواهید کشید که دنیا برای آقای بمیس فرق خواهد کرد. همهٔ این آدم‌ها حذف می‌شوند و آقای بمیس دنیایی خواهد داشت، تنها برای خودش. | » |

## طرح داستان

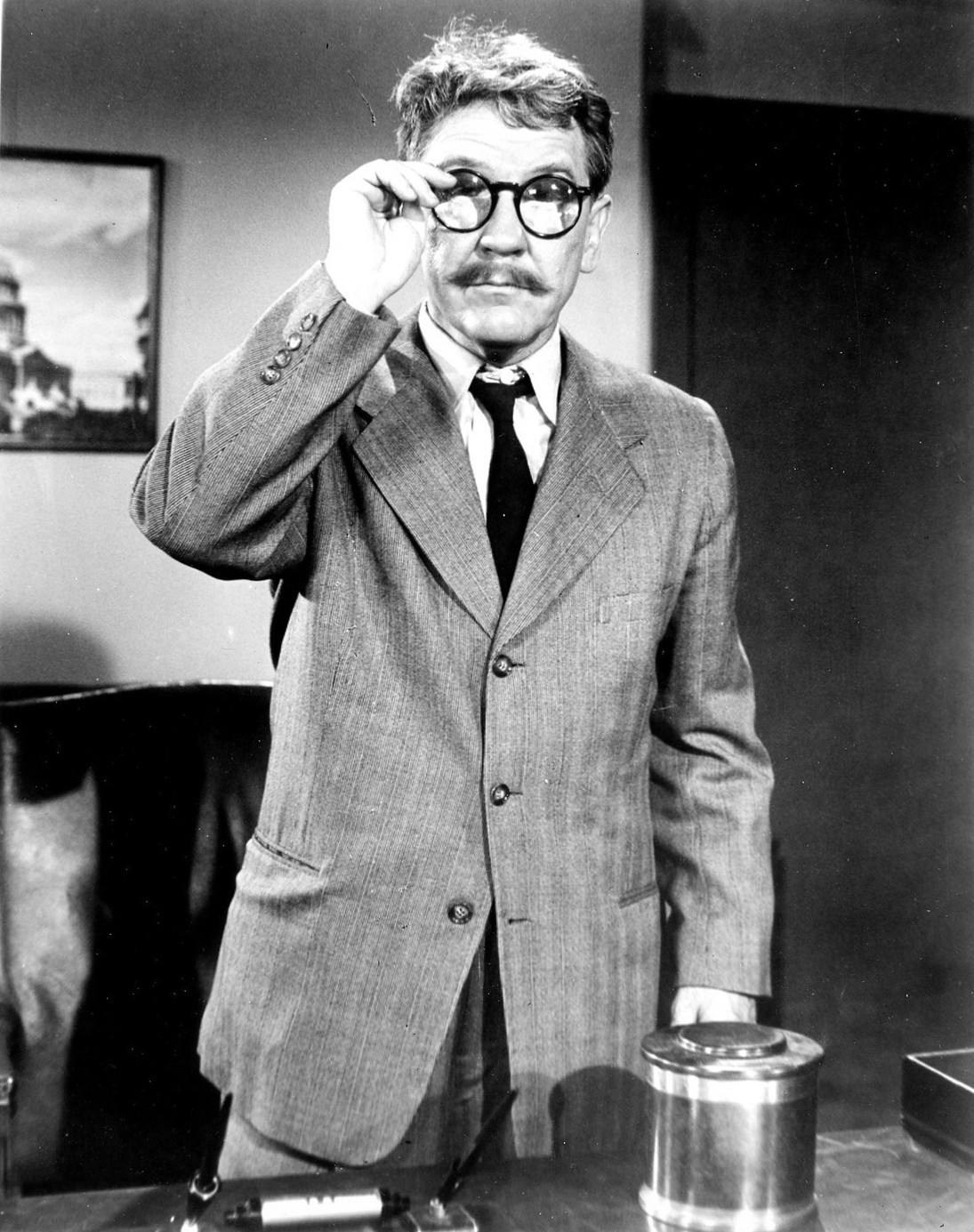
بورگس مریدیت در فیلم "تمام زمان کافی" سال ۱۹۵۹

هنری بمیس یک عاشق کتاب است که مدام به خاطر کتاب خواندن‌های مداومش توسط همسر، کارفرما و بقیه مردم سرزنش می‌شود. وی عینک ته‌استکانی می‌زند و بدون عینک تقریباً نابیناست. او آرزو دارد که این آزارها از بین بروند و او زمان کافی داشته باشد تا بتواند هرآنچه که دوست دارد بخواند.
یک روز، وقتی در پناهگاه محل کارش دور از مزاحمت روزنامه می‌خواند، صدای محکمی می‌شنود و ناگهان زمین تکان می‌خورد. وقتی از پناهگاه بیرون می‌آید، متوجه می‌شود که کشور دچار حمله اتمی شده و تمام ملت از بین رفته‌اند و فقط او به دلیل بودن در پناهگاه جان سالم به در برده. او حالا دنیایی بی نقص دارد با تمام زمان کافی.
بنابراین با خوشحالی و بدون تاسف برای مرگ آشنایانش به سمت کتابخانه شهر می‌رود و تمام کتاب‌هایی که می‌خواهد در روزها، هفته‌ها و ماه‌های آینده بخواند را مرتب می‌کند. سپس خم می‌شود تا اولین کتاب را بردارد و خواندن را شروع کند. در این هنگام پایش به سنگی گیر می‌کند و عینکش می‌افتد و هردوشیشه‌اش خرد می‌شوند.
وی به تلخی می‌گرید و بارها و بارها تکرار می‌کند "این منصفانه نیست!". آقای بمیس مردی نابیناست در دنیایی خالی از بشر و صدها کتاب که قادر به خواندن هیچ‌کدامشان نیست.

## روایت پایانی
| « | مهم‌ترین طرح موش‌ها و آدم‌ها... و آقای بمیس. مرد حقیری که هیچ چیز به جز زمان نمی‌خواست. هنری بمیس، حالا عضویست از شهرنمایی مخروبه، قسمتی از آوارها و نمونه‌ای کوچک از آنچه که انسان بر سر خود می‌آورد. آقای هنری بمیس... در منطقهٔ نیمه‌روشن. | » |